# Thị trấn của Nhật Bản
Thị trấn  (町; chō hay machi) là một đơn vị hành chính địa phương ở Nhật Bản. Về mặt địa lý nó nằm trong tỉnh. Đôi khi, Machi hay chō cũng được dùng để chỉ các khu vực nhỏ hơn thuộc cấp khu trong thành phố.
Dưới đây là danh sách các thị trấn ở Nhật Bản.

## Aichi
- Agui
- Arimatsu
- Fujigaoka
- Fusō
- Haruhi
- Hazu
- Higashiura
- Isshiki
- Jimokuji
- Kanie
- Kira
- Kōta
- Kozakai
- Mihama
- Minamichita
- Miwa
- Miyoshi
- Nagakute
- Ōguchi
- Ōharu
- Shippō
- Shitara
- Taketoyo
- Tōei
- Tōgō
- Toyoyama

## Akita
| Tên         | Tên      | Diện tích (km2) | Dân số | Mật độ (người/km2) | Huyện       | Bản đồ |
| Rōmaji      | Kanji    | Diện tích (km2) | Dân số | Mật độ (người/km2) | Huyện       | Bản đồ |
| ----------- | -------- | --------------- | ------ | ------------------ | ----------- | ------ |
| Fujisato    | 藤里町   | 281,98          | 3.180  | 11,28              | Yamamoto    |        |
| Gojōme      | 五城目町 | 214,94          | 9.015  | 41,94              | Minamiakita |        |
| Hachirōgata | 八郎潟町 | 17              | 5.749  | 338,18             | Minamiakita |        |
| Happō       | 八峰町   | 234,14          | 7.025  | 30                 | Yamamoto    |        |
| Ikawa       | 井川町   | 47,95           | 4.658  | 97,14              | Minamiakita |        |
| Kosaka      | 小坂町   | 201,7           | 4.986  | 24,72              | Kazuno      |        |
| Misato      | 美郷町   | 168,34          | 19.337 | 114,87             | Senboku     |        |
| Mitane      | 三種町   | 248,09          | 16.172 | 65,19              | Yamamoto    |        |
| Ugo         | 羽後町   | 230,78          | 14.639 | 63,43              | Ogachi      |        |

## Aomori
Ajigasawa, Fujisaki, Fukaura, Gonohe, Hashikami, Hiranai, Imabetsu, Itayanagi, Nakadomari, Nanbu, Noheji, Oirase, Ōma, Ōwani, Rokunohe, Sannohe, Shichinohe, Sotogahama, Takko, Tsuruta, Tōhoku, Yokohama

## Chiba
Chōnan, Chiba, Ichinomiya, Kōzaki, Kujūkuri, Kyonan, Mutsuzawa, Nagara, Ōamishirasato, Onjuku, Ōtaki, Sakae, Shibayama, Shirako, Shisui, Tako, Tōnoshō, Yokoshibahikari, Yūkarigaoka

## Ehime
Ainan, Ikata, Kamijima, Kihoku, Kumakōgen, Masaki, Matsuno, Tobe, Uchiko

## Fukui
Fukui, Eiheiji, Ikeda, Mihama, Minamiechizen, Ōi, Takahama, Wakasa

## Fukuoka
Ashiya, Chikujō, Chikuzen, Fukuchi, Hirokawa, Hisayama, Itoda, Kanda, Kasuya, Kawara, Kawasaki, Keisen, Kōge, Kotake, Kurate, Kurogi, Miyako, Mizumaki, Nakagawa, Nijō, Okagaki, Ōki, Onga, Ōtō, Sasaguri, Shima, Shime, Shingū, Soeda, Sue, Tachiarai, Tachibana, Ukiha, Umi

## Fukushima
Aizubange, Aizumisato, Asakawa, Bandai, Furudono, Futaba, Hanawa, Hirono, Hobara, Iino, Inawashiro, Ishikawa, Kagamiishi, Kaneyama, Kawamata, Kōri, Kunimi, Miharu, Minamiaizu, Mishima, Namie, Naraha, Nishiaizu, Ōkuma, Ono, Shimogō, Shinchi, Tadami, Tanagura, Tomioka, Tsukidate, Yabuki, Yamatsuri, Yanaizu

## Gifu
Anpachi, Ginan, Gōdo, Hichisō, Ibigawa, Ikeda, Kasamatsu, Kawabe, Kitagata, Mitake, Ōno, Sakahogi, Sekigahara, Shirakawa, Tarui, Tomika, Wanouchi, Yaotsu, Yōrō

## Gunma
Chiyoda, Itakura, Kanna, Kanra, Kusatsu, Meiwa, Minakami, Naganohara, Nakanojō, Ōizumi, Ōra, Shimonita, Tamamura, Yoshii, Yoshioka

## Hiroshima
Akiōta, Etajima, Fuchū, Jinsekikōgen, Kaita, Kitahiroshima, Kumano, Ōsakikamijima, Saka, Sera

## Hokkaidō
Abira, Aibetsu, Akkeshi, Ashoro, Assabu, Atsuma, Betsukai, Biei, Bifuka, Bihoro, Biratori, Chippubetsu, Enbetsu, Engaru, Erimo, Esashi (Hiyama), Esashi (Sōya), Fukushima, Furubira, Haboro, Hamanaka, Hamatonbetsu, Hidaka, Higashikagura, Higashikawa, Hiroo, Hokuryū, Honbetsu, Horokanai, Horonobe, Ikeda, Imakane, Iwanai, Kamifurano, Kamikawa, Kaminokuni, Kamishihoro, Kamisunagawa, Kamiyūbetsu, Kenbuchi, Kikonai, Kimobetsu, Kiyosato, Koshimizu, Kunneppu, Kuriyama, Kuromatsunai, Kushiro, Kutchan, Kyōgoku, Kyōwa, Makubetsu, Mashike, Matsumae, Memuro, Minamifurano, Mori, Moseushi, Mukawa, Naganuma, Naie, Nakafurano, Nakagawa, Nakashibetsu, Nakatonbetsu, Nanae, Nanporo, Niikappu, Niki, Niseko, Numata, Obira, Oketo, Okoppe, Okushiri, Ōmu, Oshamanbe, Otobe, Otofuke, Ōzora, Pippu, Rankoshi, Rausu, Rebun, Rikubetsu, Rishiri, Rishirifuji, Samani, Saroma, Setana, Shakotan, Shari, Shibecha, Shibetsu, Shihoro, Shikabe, Shikaoi, Shimizu, Shimokawa, Shinhidaka, Shintoku, Shintotsukawa, Shiranuka, Shiraoi, Shiriuchi, Sōbetsu, Suttsu, Taiki, Takasu, Takinoue, Teshikaga, Teshio, Tōbetsu, Tōma, Tomamae, Tōyako, Toyokoro, Toyotomi, Toyoura, Tsubetsu, Tsukigata, Urahoro, Urakawa, Urausu, Uryū, Wassamu, Yakumo, Yoichi, Yūbetsu, Yuni

## Hyōgo
Fukusaki, Harima, Ichikawa, Inagawa, Inami, Iwaoka, Kami, Kamigōri, Kamikawa, Sayō, Shin'onsen, Taishi, Taka

## Ibaraki
Ami, Daigo, Goka, Ibaraki, Kawachi, Ōarai, Sakai, Shirosato, Tone, Yachiyo

## Ishikawa
Anamizu, Hōdatsushimizu, Kawakita, Nakanoto, Nonoichi, Noto, Shika, Tsubata, Uchinada, Yamanotera

## Iwate
Fujisawa, Hiraizumi, Hirono, Ichinohe, Iwaizumi, Iwate, Kanegasaki, Karumai, Kuzumaki, Nishiwaga, Ōtsuchi, Shiwa, Shizukuishi, Sumita, Yahaba, Yamada

## Kagawa
Ayagawa, Kotohira, Mannō, Miki, Naoshima, Shōdoshima, Tadotsu, Tonoshō, Utazu

## Kagoshima
Aira, Amagi, China, Higashikushira, Isen, Kajiki, Kamiyaku, Kamō, Kikai, Kimotsuki, Kinkō, Minamiōsumi, Minamitane, Nagashima, Nakatane, Ōsaki, Satsuma, Setouchi, Tatsugō, Tokunoshima, Wadomari, Yaku, Yakushima, Yoron, Yūsui

## Kanagawa
Aikawa, Hakone, Hayama, Ichigao, Kaisei, Manazuru, Matsuda, Miyanoshita Onsen, Nakai, Ninomiya, Ōi, Ōiso, Samukawa, Yamakita, Yugawara

## Kōchi
Ino, Kuroshio, Motoyama, Nahari, Nakatosa, Niyodogawa, Ochi, Ōtoyo, Ōtsuki, Sakawa, Shimanto, Tano, Tosa, Tōyō, Tsuno, Yasuda, Yusuhara

## Kumamoto
Asagiri, Ashikita, Gyokutō, Hikawa, Jōnan, Kashima, Kikuyō, Kōsa, Kuma, Mashiki, Mifune, Minamioguni, Misato, Nagasu, Nagomi, Nankan, Nishiki, Oguni, Ōzu, Reihoku, Takamori, Taragi, Tsunagi, Ueki, Yamato, Yunomae

## Kyoto
Ide, Ine, Kasagi, Kumiyama, Kyōtamba, Ōyamazaki, Seika, Ujitawara, Wazuka, Yosano

## Mie
Asahi, Kawagoe, Kihoku, Kihō, Kisosaki, Komono, Meiwa, Mihama, Minamiise, Ōdai, Taiki, Taki, Tamaki, Tōin, Watarai

## Miyagi
Kami, Kawasaki, Marumori, Matsushima, Minamisanriku, Misato, Motoyoshi, Murata, Ōgawara, Onagawa, Ōsato, Rifu, Shibata, Shichigahama, Shichikashuku, Shikama, Taiwa, Tomiya, Wakuya, Watari, Yamamoto, Zaō

## Miyazaki
Aya, Gokase, Hinokage, Kadogawa, Kawaminami, Kijō, Kitagō, Kiyotake, Kunitomi, Mimata, Misato, Nangō, Nishimera, Nojiri, Shintomi, Takachiho, Takaharu, Takanabe, Tsuno

## Nagano
Agematsu, Anan, Fujimi, Hata, Iijima, Ikeda, Karuizawa, Kiso, Koumi, Matsukawa, Minowa, Miyota, Nagawa, Nagiso, Obuse, Sakaki, Sakuho, Shimosuwa, Shinano, Shinshūshinmachi, Takamori, Tateshina, Tatsuno, Yamanouchi

## Nagasaki
Emukae, Hasami, Higashisonogi, Kawatana, Kinkai, Konagai, Mizuho, Moriyama, Nagayo, Ojika, Oseto, Oshima, Sakito, Saza, Shikamachi, Shinkamigotō, Tabira, Takaki, Takashima, Tarami, Togitsu, Uku, Yoshii

## Nara
Ando, Heguri, Ikaruga, Kanmaki, Kawai, Kawanishi, Kōryō, Miyake, Ōji, Ōyodo, Sangō, Shimoichi, Takatori, Tawaramoto, Yoshino

## Niigata
Aga, Izumozaki, Kawaguchi, Seirō, Tagami, Tsunan, Yuzawa

## Ōita
Hiji, Kokonoe, Kusu

## Okayama
| Tên       | Tên        | Diện tích (km2) | Dân số | Huyện    | Bản đồ |
| Rōmaji    | Kanji      | Diện tích (km2) | Dân số | Huyện    | Bản đồ |
| --------- | ---------- | --------------- | ------ | -------- | ------ |
| Hayashima | 早島町     | 7,62            | 12.671 | Tsukubo  |        |
| Kagamino  | 鏡野町     | 419,69          | 14.651 | Tomata   |        |
| Kibichūō  | 吉備中央町 | 268,73          | 11.989 | Kaga     |        |
| Kumenan   | 久米南町   | 78,65           | 4.962  | Kume     |        |
| Misaki    | 美咲町     | 232,15          | 17.776 | Kume     |        |
| Nagi      | 奈義町     | 69,54           | 5.861  | Katsuta  |        |
| Satoshō   | 里庄町     | 12,23           | 11.204 | Asakuchi |        |
| Shōō      | 勝央町     | 54,09           | 11.237 | Katsuta  |        |
| Wake      | 和気町     | 144,21          | 14.191 | Wake     |        |
| Yakage    | 矢掛町     | 90,62           | 14.041 | Oda      |        |

## Okinawa
Chatan, Haebaru, Kadena, Kin, Kumejima, Motobu, Nishihara, Taketomi, Yaese, Yonabaru, Yonaguni

## Osaka
Kanan, Kumatori, Misaki, Nose, Shimamoto, Tadaoka, Taishi, Tajiri, Toyono

## Saga
Arita, Ashikari, Fuji, Genkai, Kamimine, Kitashigeyasu, Kiyama, Kōhoku, Mikatsuki, Mine, Miyaki, Morodomi, Okawachiyama, Ōmachi, Shiroishi, Tara, Ushizu, Yamato, Yoshinogari

## Saitama
Hatoyama, Ina, Kamikawa, Kamisato, Kawajima, Kisai, Kitakawabe, Kurihashi, Matsubushi, Misato, Miyashiro, Miyoshi, Moroyama, Nagatoro, Namegawa, Ogano, Ogawa, Ogose, Ōtone, Ranzan, Shiraoka, Shōbu, Sugito, Tokigawa, Washimiya, Yokoze, Yorii, Yoshimi

## Shiga
Aishō, Azuchi, Hino, Kinomoto, Kohoku, Kōra, Nishiazai, Ryūō, Taga, Takatsuki, Torahime, Toyosato, Yogo

## Shimane
Ama, Higashiizumo, Hikawa, Iinan, Kawamoto, Misato, Nishinoshima, Okinoshima, Okuizumo, Ōnan, Taisha, Tsuwano, Yoshika

## Shizuoka
Arai, Higashiizu, Kannami, Kawanehon, Kawazu, Matsuzaki, Minamiizu, Mori, Nagaizumi, Nishiizu, Okabe, Oyama, Shibakawa, Shimizu, Yoshida

## Tochigi
Fujioka, Haga, Ichikai, Iwafune, Kaminokawa, Kawachi, Kugeta, Mashiko, Mibu, Motegi, Nakagawa, Nasu, Ninomiya, Nishikata, Nogi, Ōhira, Shioya, Takanezawa, Tsuga

## Tokushima
Aizumi, Higashimiyoshi, Ishii, Itano, Kaiyō, Kamiita, Kamikatsu, Kamiyama, Katsuura, Kawashima, Kitajima, Matsushige, Minami, Mugi, Naka, Tsurugi

## Tokyo
Hachijō, Hinode, Mizuho, Okutama, Ōshima

## Tottori
Chizu, Daisen, Hino, Hōki, Hokueni, Iwami, Kōfu, Kotoura, Misasa, Nanbu, Nichinan, Wakasa, Yazu, Yurihama

## Toyama
Asahi, Kamiichi, Nyūzen, Tateyama

## Wakayama
Aridagawa, Hidaka, Hidakagawa, Hirogawa, Inami, Kamitonda, Katsuragi, Kimino, Kōya, Kozagawa, Kudoyama, Kushimoto, Mihama, Minabe, Nachikatsuura, Shirahama, Susami, Taiji, Yuasa, Yura

## Yamagata
Asahi, Funagata, Iide, Kahoku, Kaneyama, Kawanishi, Mamurogawa, Mikawa, Mogami, Nakagawa, Nakayama, Nishikawa, Ōe, Oguni, Ōishida, Shirataka, Shōnai, Takahata, Urushiyama, Yamanobe, Yoshino, Yuza

## Yamaguchi
Abu, Atō, Hirao, Kaminoseki, Suō-Ōshima, Tabuse, Waki

## Yamanashi
Fujikawaguchiko, Hayakawa, Ichikawamisato, Kajikazawa, Masuho, Minobu, Nanbu, Nishikatsura, Shōwa